# Bordea
Bordea is een geslacht van spinnen uit de familie hangmatspinnen (Linyphiidae).

## Soorten
De volgende soorten zijn bij het geslacht ingedeeld:
- Bordea berlandi (Fage, 1931)
- Bordea cavicola (Simon, 1884)
- Bordea negrei (Dresco, 1951)